# فيليبي ليما لوبيز
فيليبي ليما لوبيز (2 فبراير 1989 بريو دي جانيرو في البرازيل - ) هو لاعب كرة قدم برازيلي في مركز الوسط. لعب مع بوتافوغو ريغاتاس ونادي أمريكا ونادي سيوني بولنيسي وTupi Football Club ‏ وDuque de Caxias Futebol Clube ‏ وCentro de Futebol Zico Sociedade Esportiva ‏ ونادي بانغو أتلتيكو.

## وصلات خارجية
- فيليبي ليما لوبيز على موقع قاعدة بيانات كرة القدم.إي يو (الإنجليزية)
- فيليبي ليما لوبيز على موقع Soccerway.com (الإنجليزية)